# Università degli Studi Niccolò Cusano
A Università degli Studi Niccolò Cusano ou UNICUSANO, é uma universidade privada sediada em Roma.

## História
Fundada em 2006 por Stefano Bandecchi. A universidade tem um grande campus em Roma (Via don Carlo Gnocchi 3). É uma universidade tradicional e com um sistema de e-learning.
Em 2014 ele fez um acordo com uma universidade italiana, o Universidade Federal de Minas Gerais.

## Faculdade
Actualmente a universidade é composta por seis facultade:
- Economia
- Ciências política
- Direito
- Ciências de ensino
- Engenharia
- Psicologia

## Reitoes

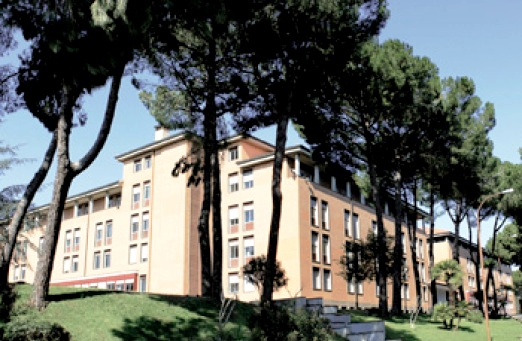
Via don Carlo Gnocchi, Campus.

- Sebastiano Scarcella (2006-2010)
- Giovanni Puoti (2010-2013)
- Fabio Fortuna (2013 - )

## Acadêmicos famosos
- Maurizio Costanzo
- Roberta Bruzzone
- Luciano Garofano
- Learco Saporito
- Girelli Federico
- Alì Abukar Hayo

## Ligação externa
- Università degli Studi Niccolò Cusano>Página oficial
- Università Cusano>Universitaly
- Unicusano webTv
- UniCusano on Twitter